# هالة الصباغ
هالة الصباغ (15 يناير 1988 -)، مغنية سورية، بدأت الغناء في وقت مبكر وحققت شهرة وهي طفلة.

## حياتها
من مواليد دمشق وهي صاحبة أغنية «أمي كم أهواها»، حققت جوائز عالمية منذ صغرها. بدأت بالغناء منذ سن السادسة من عمرها وغنت في مهرجانات سورية وعربية ودولية، درست أصول الغناء الشرقي والموسيقا مدة 8 سنوات، ودرست الأدب الإنجليزي في جامعة دمشق، وتعلمت اللغة اليابانية. ولها 3 إخوة من البنين.
في عام 1998 شاركت في مهرجان Zecchino d’Oro في إيطاليا وحققت لبلدها سوريا الجائزة الذهبية التي كانت الأولى لدولة عربية طَوال عمر المهرجان عن أغنية «يا أطفال العالم»، وبعد هذا الفوز بدأت الأنظار تتجه نحو موهبتها التي بدأت رحلتها مع عالم الأطفال في محطة سبيس تون.

## مسيرتها
كانت بداياتها في أنشودة «طلقة» التي تتحدث عن الطفل الشهيد محمد الدرة، ثم أصدرت شركة سنا لهالة ألبوم «عودة ليلى» الذي يتحدث عن الطفلة ليلى الفلسطينية التي هُجِّرت من أرضها وعادت إليها في نهاية المطاف، وقد صُور هذا الألبوم بمقاطع فيديو جيدة. ثم أصدرت ألبوم «فاطمة» وكان يحوي العديد من الأناشيد التي تجسد القضية الفلسطينية في كلمات مؤثرة، واحتوى أيضًا أنشودة «طلقة»!
ثم أصدرت ألبوم «أعظم إنسان» الذي يتحدث عن نبي الإسلام محمد فتتناول قصة ذلك الطفل اليتيم الذي فقدَ والديه وربَّاه جدُّه ثم عمُّه، وتسلسلت أحداث ذلك الألبوم لتجسد لنا تلك السيرة العطرة في مجموعة أناشيدَ حواها شريط «أعظم إنسان». أخيرا أصدرت هالة أنشودة يا طيبة التي غنتها من قبلها عنان الخياط واشتهرت هذه الأغنية، ثم اتجهت هالة الصباغ للأغنية التقليدية وشاركت في برامج غنائية على قناة روتانا وغيرها.

## جوائز
شاركت في الكثير من المهرجانات العربية والدولية ونالت العديد من الجوائز منها:
- الجائزة الذهبية الأولى على مستوى العالم - مهرجان ميلانو الدولي في إيطاليا (غنت بالعربية والإيطالية).
- جائزة الأورنينا الذهبية - مهرجان الأغنية السورية.
- الجائزة الذهبية لمهرجان القاهرة للدراما - مهرجان القاهرة للدراما (ألبوم غنائي أعظم إنسان).
- الجائزة الفضية لمهرجان القاهرة للدراما - لأغنية (لو كنت شتاء).